# Bond (banda)
bond es un cuarteto de cuerdas británico/australiano que interpreta crossovers clásicos (música clásica con elementos de Música electrónica). Entre miembros de la banda se encuentran Tania Davis (primer violín) de Sídney, Australia; Eos Chater (segundo violín) de Cardiff, Gales; Elspeth Hanson (violista) de Cardiff, Gales y Gay-Yee Westerhoff (chelista) de Hull, Inglaterra.
Hanson reemplazó al miembro original de la banda Haylie Ecker (antes primer violín y de Perth, Australia), quien se fue en 2008 para tener un hijo.

## Formación
Bond se formó luego de las conversaciones iniciales entre la compositora y productora discográfica de Vanessa-Mae, Mike Batt, y su manager, el promotor Mel Bush, luego de que Batt le sugiriera a Bush que los dos deberían formar un cuarteto compuesto por "cuatro músicos hermosos y talentosos". Las audiciones fueron celebrada en Baden Powell House en Londres, y la violinista (Eos Chater), la violonchelista (Gay Yee) y una ejecutora de viola fueron "elegidas" en ese momento, utilizando como pieza de audición "Contradanza" que Batt había escrito para Vanessa Mae. Se acordó entre ellos que todo lo que se requería entonces era encontrar a la primera violinista ideal.
Algún tiempo después, Bush siguió adelante sin Batt y reclutó al ex ingeniero de Batt, Gareth Cousins. Esto resultó en cuatro grabaciones iniciales que hizo la banda, lo que llevó a Decca a firmar con Bond. Tres de esas grabaciones originales, "Duel", "The 1812" y "Dalalai", fueron la columna vertebral del primer álbum, Born, con el productor Magnus Fiennes proporcionando pistas adicionales y Mike Batt agregando un arreglo y una remezcla de "Victory". , que se convirtió en el primer sencillo. 

## Trayectoria
Su primer álbum, Born, tras debutar en la posición número 2 en los "UK Classical Charts", fue eliminado de ésta porque el cuarteto no fue considerado lo suficientemente "clásico" y además se argumentaba que sus discos contenían muchos sonidos del género "electrónica" y "pop". Más tarde, Born ascendió a la posición número 1 en 21 países en todo el mundo.
Su segundo Álbum "Shine" obtuvo disco de oro en seis países. Más tarde lanzaron "Remixed", que contiene "remixes" o mezclas de sus hits y tres canciones inéditas. Su tercer álbum, "Classified", fue muy exitoso y obtuvo disco de doble platino en Australia, alcanzando la posición número 1 tanto en las listas de música clásica como en la de música pop.
"Explosive: The best of bond", su quinto álbum, es una colección de sus mejores temas, además de incluir tres temas inéditos.

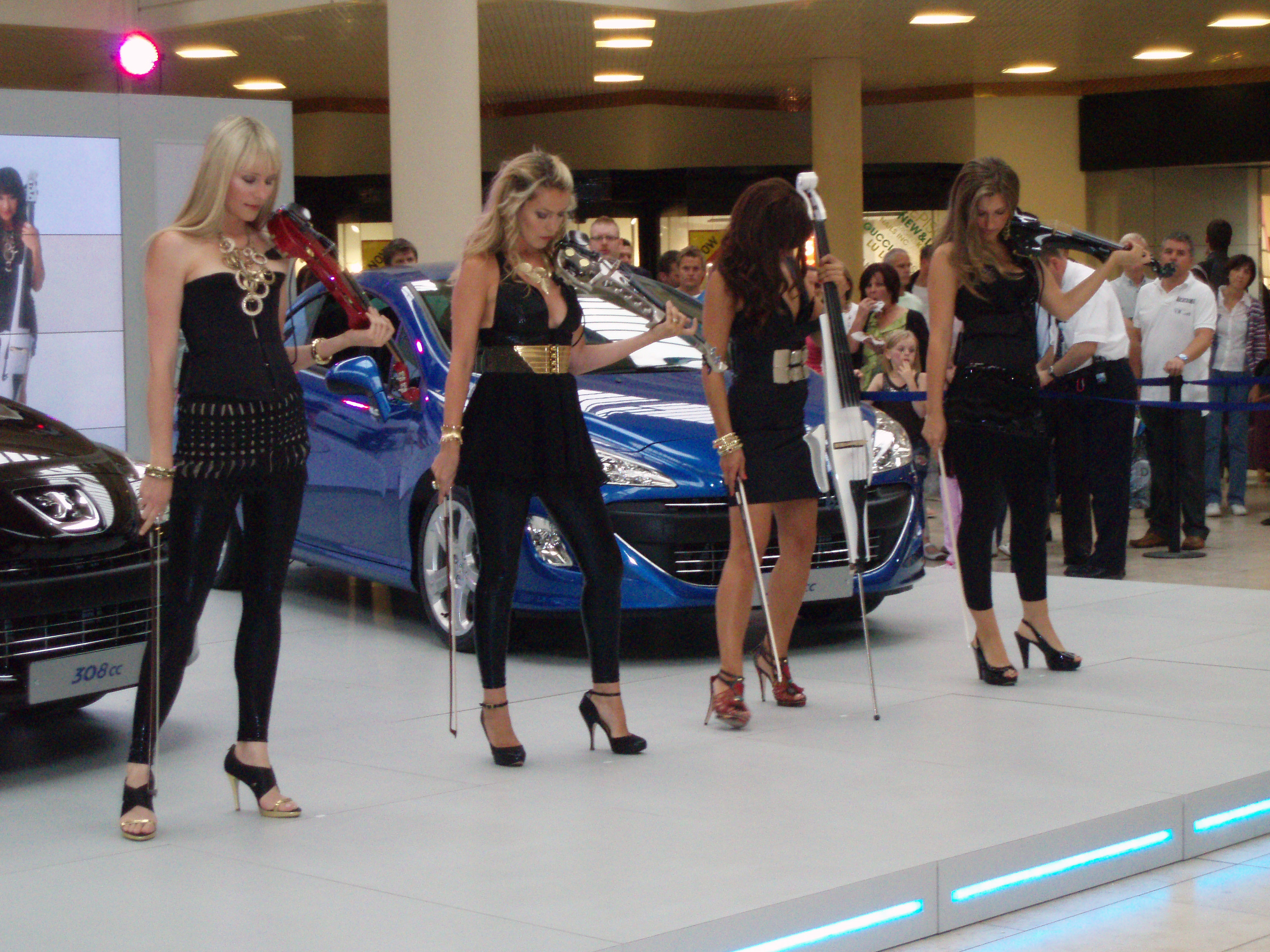
Grupo Bond, en la presentación del Peugeot 308CC.

Este grupo se ha convertido en un éxito a nivel global, tanto así, que ha hecho disgustar a varios puristas de la música clásica y, a su vez, ha ampliado la percepción que la mayoría tiene con respecto a este género, volviéndolo más atractivo y accesible. Mucho se debate sobre la legitimidad de su música como clásica, pero las mismas integrantes se consideran "artistas entrenadas clásicamente que decidieron darle un giro pop a sus interpretaciones".
Durante el 2003, el cuarteto se dedicó a dar giras, particularmente en Asia, donde son muy populares. También han actuado en comerciales de televisión para la tienda departamental estadounidense "Marshall Field’s", y filmaron un comercial en Los Ángeles para el fabricante japonés de Karaokes "Daiichi Kosho". También participaron (como ellas mismas) en una escena de la película de Rowan Atkinson llamada Johnny English y que es una parodia de James Bond. De igual manera, contribuyeron con un tema: "Kismet", compuesto por la violonchelista Gay-Yee.
Ese mismo año, han sido invitadas al certamen Miss Universo 2003 celebrado en Ciudad de Panamá, donde han interpretado sus temas en la apertura y competencia en traje de baño.
En 2008, la violista Tania Davis dio a luz a un niño de nombre Lukas Davis, después de dos años de receso de la agrupación, 
En el 2010 el grupo ofreció dos conciertos en México, el primero en el Festival Revueltas en Durango y el segundo en el aniversario de Plaza Galerías en Guadalajara. México fue el primer país en escuchar las nuevas canciones del disco Play de Bond que salió a la venta en 2011.

## Discografía

### Álbumes
Born (2000)
- 1 Quixote (04:46)
- 2 Wintersun (05:42)
- 3 Victory (04:40)
- 4 Oceanic (06:42)
- 5 Kismet (05:12)
- 6 Korobushka (04:47)
- 7 Alexander the Great (02:59)
- 8 Duel (04:20)
- 9 Bella Donna (03:15)
- 10 The 1812 (06:37)
- 11 Dalalai (04:06)
- 12 Hymn (04:49)
- 13 Victory (Mike Batt Mix) (03:28)

Shine (2002)
- 1 Allegretto (03:52)
- 2 Shine (03:56)
- 3 Fuego (02:58)
- 4 Strange Paradise (04:27)
- 5 Speed (03:39)
- 6 Big Love Adagio (04:58)
- 7 Kashmir (05:07)
- 8 Gypsy Rhapsody (03:34)
- 9 Libertango (03:42)
- 10 Sahara (05:20)
- 11 Ride (04:09)
- 12 Space (04:45)
- 13 Bond on Bond (adaptado del James Bond Theme) (03:01)

Classified (2004)
- 1 Explosive
- 2 Samba
- 3 Midnight Garden
- 4 Fly Robin Fly
- 5 Scorchio
- 6 Lullaby
- 7 Hungarian
- 8 I'll Fly Away
- 9 Dream Star
- 10 Highly Strung
- 11 Adagio For Strings
- 12 Señorita
- 13 Explosive "Remix"

Play (2011) 
- 1 Diablo (03:58)
- 2 Jai Ho (03:37)
- 3 Elysium (04:05)
- 4 Pump It (03:40)
- 5 Beatroot (02:39)
- 6 Last Time (03:43)
- 7 Summer (03:15)
- 8 Winter (04:02)
- 9 Apasionada (03:40)
- 10 West With The Night (03:10)
- 11 Road To Samarkand (03:26)
- 12 Victory 10 (03:10)
- 13 Diablo (Bonus Track) (04:23)
- 14 Bond Goes Gaga (Lady Gaga Medley) (03:54) (Esta canción estuvo en el álbum que salió a la venta en Japón)

### Compilaciones
Remixed (2003)
- 1 Viva - (Orion mix)
- 2 Victory - (Sharp Boys Wild Strings edit)
- 3 Wintersun - (Bobby D'Ambrosio mix)
- 4 Speed - (Crash Club mix, radio edit)
- 5 Fuego - (Caliente mix)
- 6 Homecoming
- 7 Atlanta
- 8 Shine - (Dubshakra mix)
- 9 Time
- 10 Duel - (Hectic mix)
- 11 Bond On Bond - (Hectic mix, from "James Bond Theme")
- 12 Jingle Bell Rock - (Pussy Galore mix)

Explosive: The Best of Bond (2005)
- 1 Victory - (Mike Batt mix)
- 2 Explosive
- 3 Fuego
- 4 Viva !
- 5 Shine - (Dubshakra mix)
- 6 Wintersun
- 7 Scorchio
- 8 Duel
- 9 Gypsy Rhapsody
- 10 Caravan
- 11 SugarPlum
- 12 Carmina

### Álbumes promocionales
- Raymond Weil (2001)
- Fab Field's Mix (2003)
- Classified Special Edition (2004)
- Victory
- Wintersun
- Viva!/Wintersun
- Fuego
- Shine
- Speed
- Atlanta/Time
- Viva!/Victory
- Explosive/Adagio For Strings
- Samba
- Fly Robin Fly

### DVD
- Live at the Royal Albert Hall
- bond: Videoclip Collection

## Galería

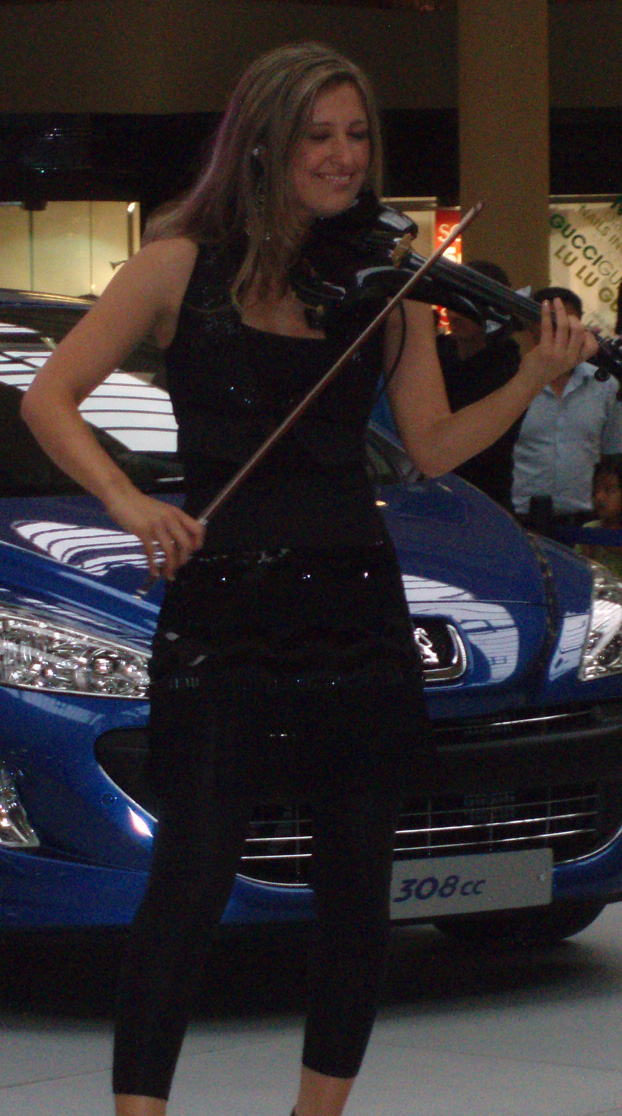
Elspeth Hanson in 2009.
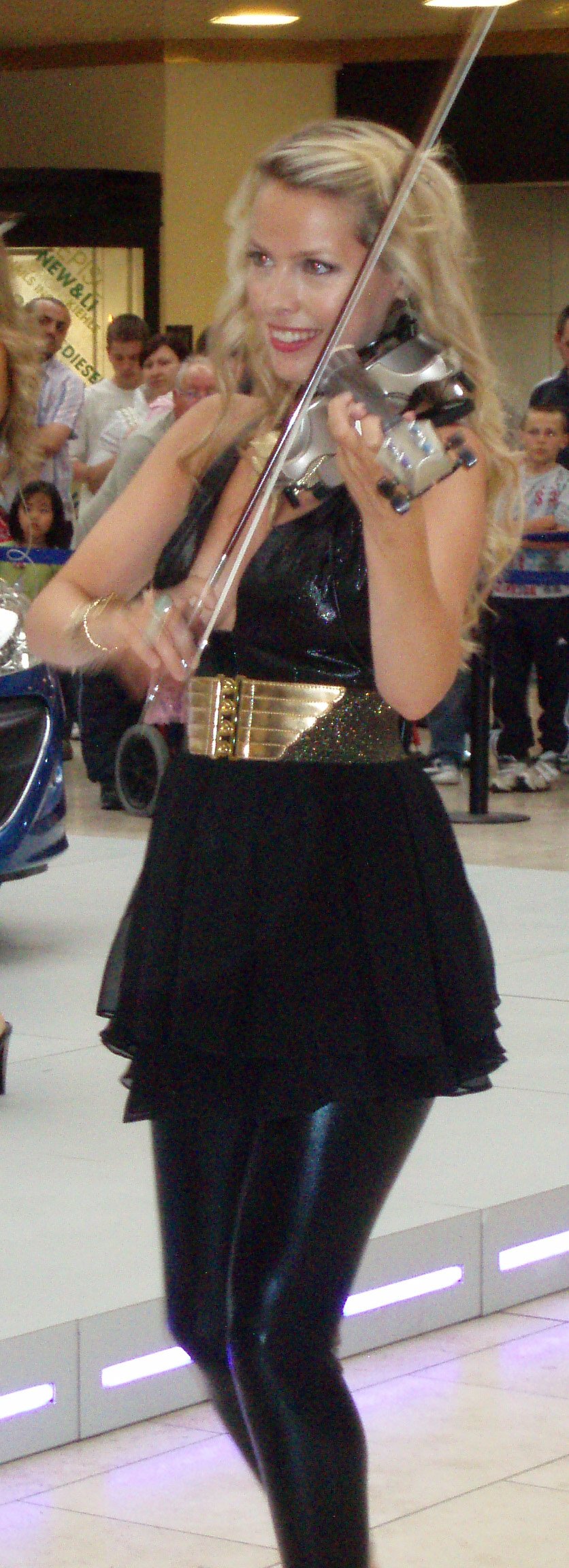
Eos Chater in 2009.
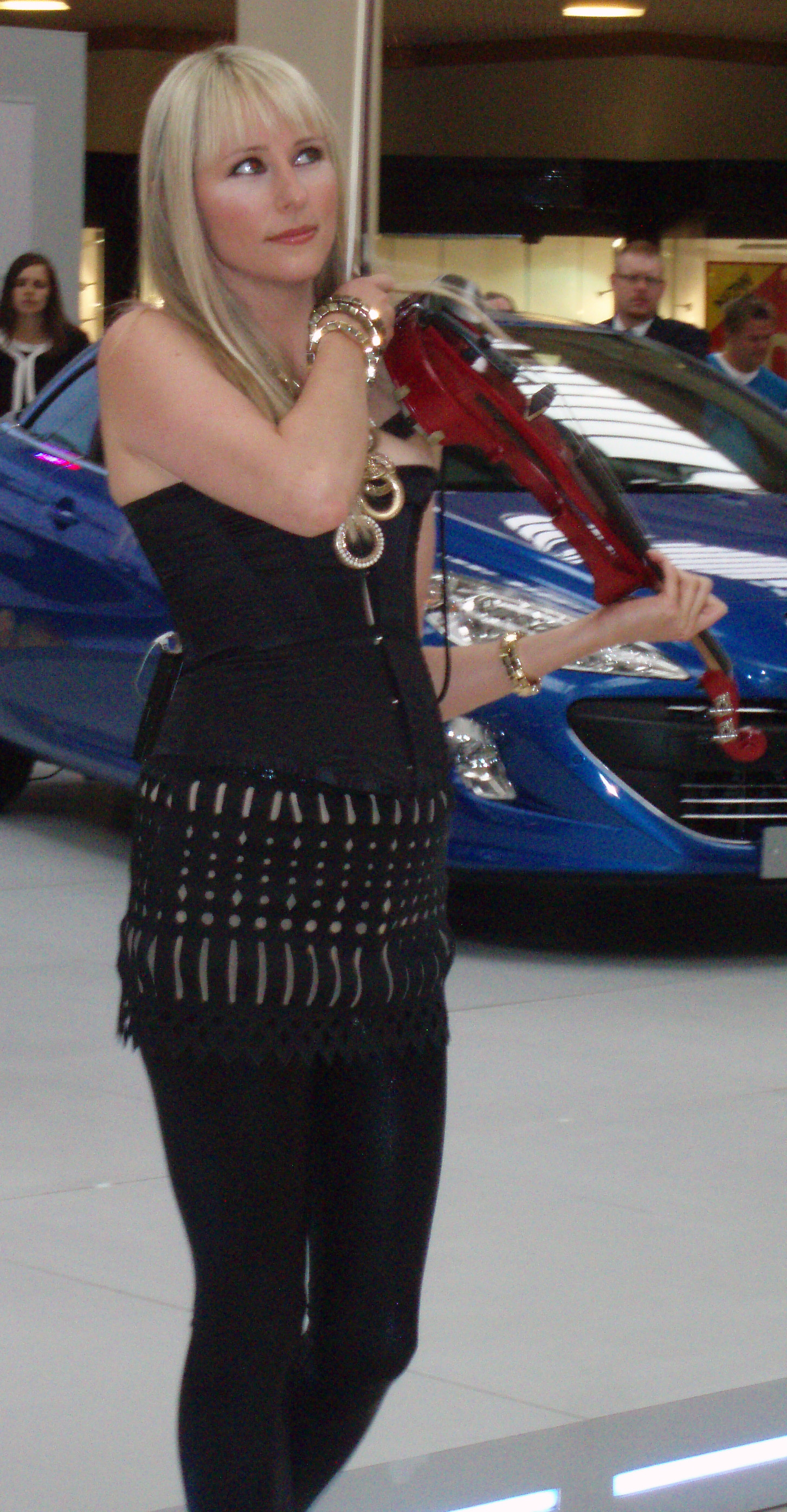
Tania Davis in 2009.
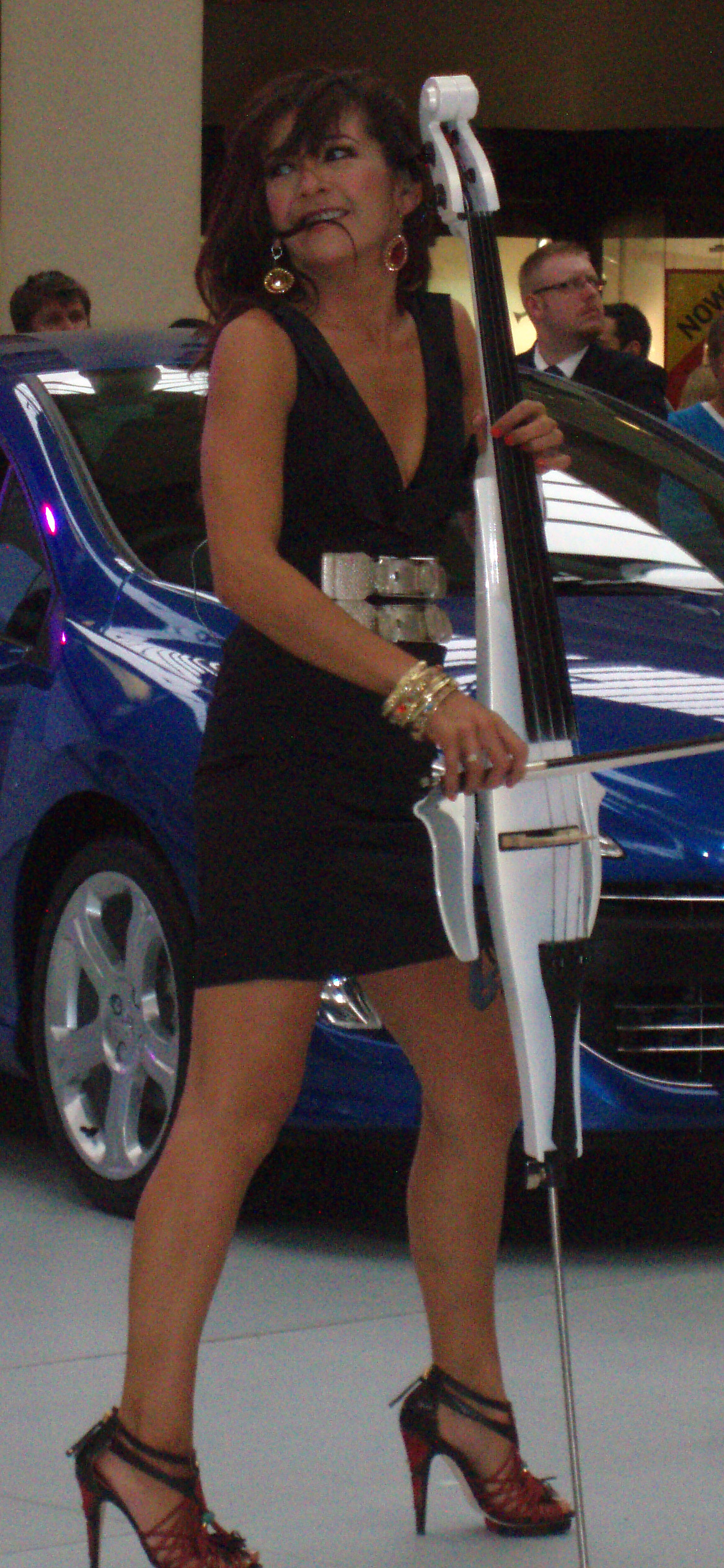
Gay-Yee Westerhoff in 2009.